# Steve Janzen
Stephen Robert „Steve“ Janzen (* 28. Mai 1982) ist ein ehemaliger kanadisch-deutscher Basketballspieler.

## Laufbahn
Der aus Burnaby stammende Janzen spielte in seinem Heimatland Kanada an der Hugh Boyd Secondary School in Richmond (Provinz British Columbia) sowie anschließend zwei Jahre lang am Langara College in Vancouver und von 2002 bis 2005 an der Trinity Western University. Nachdem der 1,90 Meter große Flügelspieler in der Saison 12,3 Punkte pro Begegnung erzielt und sich insbesondere als treffsicherer Schütze von der Dreierlinie herausgestellt hatte, nahm er vor der Saison 2005/06 ein Angebot des deutschen Zweitligisten NVV Lions Mönchengladbach an. Nach der Probezeit kam es Mitte November 2005 zur Vertragsauflösung, Janzen spielte fortan in derselben Liga für TuS Iserlohn.
Von 2007 bis 2009 stand er bei den P4two Ballers Osnabrück unter Vertrag, mit den Niedersachsen stieg er von der Regionalliga in die 2. Basketball-Bundesliga ProB auf. Zur Saison 2009/10 kehrte Janzen zur Iserlohner Mannschaft (mittlerweile Regionalliga) zurück. Im Spieljahr 2010/11 stand er in Diensten des UBC Hannover in der 2. Basketball-Bundesliga ProA und war in Hannover gleichzeitig als Englischlehrer tätig. Mit dem UBC stieg er aus der zweithöchsten deutschen Spielklasse ab und spielte 2011/12 mit der Mannschaft in der 2. Basketball-Bundesliga ProB.
Anschließend ging er nach Kanada zurück, schloss an der University of British Columbia ein Lehramtsstudium ab und wurde in British Columbia als Lehrer tätig. Darüber hinaus gibt er seine Basketball-Erfahrung als Anbieter von Trainingsveranstaltungen für Jugendliche weiter.